# Trinidad (gemeente in Bolivia)
Trinidad is een gemeente (Municipio) in de Boliviaanse provincie Cercado in het departement Beni. De gemeente telt naar schatting 124.943 inwoners (2018). De hoofdplaats is Trinidad (tevens hoofdstad van het departement).

## Indeling
- Trinidad - 76.217 inwoners (2001)[3]
- Loma Suarez - 817 inw.
- Puerto Balivian - 194 inw.
- Puerto Barador - 632 inw.
- Villa Mayor Pedro Vaca Díez - 329 inw.
- Casarabe - 894 inw.
- El Cerrito - 190 inw.
- Ibiato - 404 inw.
- San Juan de Agua Dulce - 220 inw.
- San Javier (Monte Azul - Estancia San Nicolas) - 66 inw.